# Presunta correlazione tra vaccini e autismo
La presunta correlazione tra vaccini e autismo è un tema ricorrente in ambito scientifico e sociale e frequentemente ripreso dai movimenti antivaccinisti, secondo cui i vaccini sarebbero causa di disturbi dello spettro autistico. Tale correlazione è stata nel corso degli anni smentita da molteplici studi e viene ritenuta non sussistente.

## Storia
Nel 1998 nel Regno Unito venne pubblicato un articolo su Lancet, a firma di Andrew Wakefield, che sosteneva un'associazione fra la vaccinazione MPR e lo sviluppo di autismo e alcune patologie croniche intestinali. Sebbene questo studio si sia dimostrato in seguito essere un falso e fosse stato quindi ritirato dalla rivista che lo aveva pubblicato, esso portò ad un calo della vaccinazione per parecchi anni e conseguentemente al diffondersi di un'epidemia di morbillo dovuta alla diminuzione dell'immunità di gruppo.
La diffusione dello studio di Wakefield sul nesso tra vaccino MPR e autismo causò un drastico calo delle vaccinazioni in Gran Bretagna e Irlanda: a ciò seguì tra la fine del 1999 è la prima metà del 2000 un'epidemia di morbillo che causò un incremento di ricoveri in condizioni critiche e morti legate all'infezione. In Irlanda si passò dai 148 casi dell'anno precedente a 1220: solo a Dublino si registrarono 355 casi, e nell'ospedale pediatrico vennero ricoverati 111 bambini con sintomi quali disidratazione e polmonite; di questi, 13 finirono in terapia intensiva, e 3 morirono.
Nel 1998 Vijendra K. Singh è stato coautore di un articolo su Clinical Immunology and Immunopathology che sosteneva la correlazione tra vaccini e autismo. Nel 2002 Singh ha pubblicato un articolo sul Journal of Biomedical Science in cui è stato riferito che 75 di 125 bambini autistici avevano un anticorpo anormale del morbillo, mentre nessuno dei bambini non autistici lo aveva. I risultati sono stati riportati dal Daily Telegraph che ha osservato che lo studio non ha dimostrato che il vaccino MMR causasse l'autismo. Le scoperte di Singh sono state criticate da altri scienziati (ad esempio Mary Ramsay, Paul Offit e Peter Lachmann) come imperfette, non riproducibili o dubbie.
A partire dagli anni 2010 il premio Nobel Luc Montagnier ha suffragato più volte la relazione vaccini-autismo. Nella seconda metà degli anni 2010 iniziò a circolare la notizia che sul bugiardino di alcuni vaccini ci fossero scritti alcuni eventi avversi alle vaccinazioni tra i quali l'autismo; in realtà erano riportati solo perché segnalati volontariamente dai vaccinati (negli USA esiste il registro VAERS, che accetta segnalazioni on-line da chiunque) senza prova che fossero legati alla vaccinazione, mentre per proteggersi legalmente l'azienda li aveva inseriti nella lista.
Nell'aprile 2012, il tribunale del lavoro di Rimini causò la sollevazione della comunità medica quando condannò il Ministero della Salute al risarcimento di una coppia con un figlio autistico, ritenendo sussistente un nesso di causalità tra la somministrazione del vaccino trivalente e la malattia, nonostante tale connessione sia stata dimostrata essere scientificamente inesistente. Nel marzo 2015 tale sentenza è stata ribaltata dalla corte d'Appello, che ha ritenuto gli studi di Wakefield, utilizzati per la prima sentenza, scientificamente irrilevanti e smentiti dalla comunità scientifica.
Nel 2016 venne realizzato Vaxxed: il film che non vogliono tu veda, un documentario pseudoscientifico prodotto e diretto da Andrew Wakefield in cui vengono riproposte le sue ricerche che associavano la somministrazione del vaccino MPR all'autismo.
Alcune fake news circolate sul web sostenevano che nel 2017 un giornalista che indagava sulla indimostrata correlazione tra vaccini e autismo fosse stato assassinato per impedirgli di continuare le ricerche.
Altre indimostrate pericolosità dei vaccini sono state sostenute attraverso articoli diventati virali sul web (molti dei quali ritrattati ma contenuti nel libro del 2017 "Controversies in Vaccine Safety - A Critical Review") da Yehuda Shoenfeld, Claire Dwoskin, Lluis Lujan, Christopher Exley, Brian Hooker, Judy Mikovits, Vinu Arumugham, David L. Lewis.

## Valutazione scientifica
La correlazione tra vaccini e autismo è stata confutata da decine di studi, e risulta non condivisa dalla quasi totalità della comunità scientifica e dalle istituzioni.
Uno studio effettuato nel Regno Unito su 478 soggetti autistici nati tra il 1979 e il 1992 non ha evidenziato aumenti statisticamente significativi di diagnosi di autismo successivi all'introduzione del vaccino MPR nel 1987, e la frequenza di diagnosi tra gli individui vaccinati e quelli non vaccinati risultava sovrapponibile.
Sempre nel Regno Unito, uno studio osservazionale che dal 1988 al 1999 ha analizzato 3 milioni di persone-anno non ha individuato correlazione tra un incremento delle diagnosi di autismo e tasso di vaccinazione della popolazione.
Uno studio effettuato in California ha analizzato dal 1980 al 1994 gruppi di bambini compresi tra le 600 e le 1900 unità ogni anno, e non ha evidenziato correlazioni tra il numero di vaccinazioni e quello di diagnosi di disturbi dello spettro autistico.

### Il thimerosal
Il thimerosal, un composto contenente mercurio nella forma chimica di sodio-etilmercurio-tiosalicilato, utilizzato in alcuni vaccini come conservante, è stato accusato a più riprese di essere l'agente causale di sindromi dello spettro autistico in alcuni bambini sottoposti a vaccinazione.
Allo stato attuale tuttavia non vi sono prove sufficienti a dimostrare questa associazione, che viene pertanto esclusa dalla comunità scientifica; nonostante ciò, questo prodotto venne via via rimosso dai vaccini nei primi anni del 2000, in risposta alle paure e ai dubbi mossi dall'opinione pubblica.

## Negli animali
Diversi movimenti antivaccinisti hanno diffuso affermazioni riguardo alla possibilità che le vaccinazioni effettuate sui cani potessero causare autismo negli animali, per poi essere smentiti da un veterinario. Nel 2018 particolare scalpore si creò in Gran Bretagna quando la trasmissione Good Morning Britain con un comunicato su Twitter cercò persone che ritenevano che il loro cane avesse sviluppato l'autismo in seguito ad una vaccinazione, o che non avessero vaccinato i propri animali per paura degli effetti collaterali.
La comparsa di autismo nei cani risulta tuttavia impossibile, non essendo una malattia canina, come confermò la British Veterinary Association.